# 橄欖狸藻
橄欖狸藻（學名：Utricularia olivacea），又称山麓狸藻，為狸藻屬一年生极小型水生食虫植物。其种加词“olivacea”来源于拉丁文“oliva”，意为“橄榄，橄榄树”。橄欖狸藻分佈於北美洲東部、中美洲及南美洲。

## 外部連結
- 食虫植物照片搜寻引擎中橄欖狸藻的照片 （页面存档备份，存于）

 维基共享资源上的相關多媒體資源：橄欖狸藻
 維基物種上的相關：橄欖狸藻